# Proechimys goeldii
Proechimys goeldii es una especie de roedor de la familia Echimyidae.

## Distribución geográfica
Se encuentra en Brasil.